# Cylindromyia atra
Cylindromyia atra är en tvåvingeart som först beskrevs av Roder 1885.  Cylindromyia atra ingår i släktet Cylindromyia och familjen parasitflugor. Inga underarter finns listade i Catalogue of Life.